# DDR-revyn
DDR-revyn (de första åren TDR-Revyn) var en tidskrift som utgavs av Liga für Völkerfreundschaft (Tyska demokratiska republikens förbund för vänskap mellan folken), en regeringskontrollerad östtysk organisation, under åren 1956-1990. Den utkom förutom på svenska även på tyska, danska, finska, engelska, franska och italienska; den tyska originaltiteln var DDR-Revue. Den övervägande delen av den svenska upplagan gick till medlemmarna i Förbundet Sverige-DDR. 
Tidskriftens uppgift för regimen var att genom att spegla det dåvarande Östtyskland (DDR) och det socialistiska samhället samt med periodiska resereportage marknadsföra Östtyskland i väst. Tidskriften upphörde i samband med Östtysklands och Västtysklands återförening 1990.